# Wilhelm Góra
Wilhelm Antoni Góra (Bytom, 18 de gener de 1916 - Duisburg, 21 de maig de 1975) fou un futbolista polonès de la dècada de 1930.
Pel que fa a clubs, destacà al Pogoń Katowice i al Cracovia. Fou internacional amb la selecció de Polònia, amb la qual disputà el Mundial de 1938.